# Geissorhiza juncea
Geissorhiza juncea är en irisväxtart som först beskrevs av Heinrich Friedrich Link, och fick sitt nu gällande namn av Albert Gottfried Dietrich. Geissorhiza juncea ingår i släktet Geissorhiza och familjen irisväxter. Inga underarter finns listade i Catalogue of Life.